# Garth Brooks and the Magic of Christmas
Garth Brooks and the Magic of Christmas è il nono album in studio del cantante statunitense Garth Brooks, pubblicato il 23 novembre 1999.

## Tracce
1. It's the Most Wonderful Time of the Year – 2:57 (Edward Pola, George Wyle)
2. Let It Snow! Let It Snow! Let It Snow! – 2:06 (Sammy Cahn, Jule Styne)
3. The Christmas Song – 3:25 (Mel Tormé, Bob Wells)
4. White Christmas – 2:58 (Irving Berlin)
5. Baby Jesus Is Born – 3:59 (Randy Handley, Cam King)
6. God Rest You Merry, Gentlemen – 2:35 (Tradizionale)
7. Winter Wonderland – 3:33 (Felix Bernard, Richard B. Smith)
8. Sleigh Ride – 3:27 (Leroy Anderson, Mitchell Parish)
9. Have Yourself a Merry Little Christmas – 4:05 (Ralph Blane, Hugh Martin)
10. (There's No Place Like) Home for the Holidays – 2:18 (Robert Allen, Al Stillman)
11. Silver Bells – 3:34 (Ray Evans, Jay Livingston)
12. Go Tell It on the Mountain – 3:25 (Tradizionale)
13. The Wise Men's Journey – 1:28 (Bobby Wood)
14. O Little Town of Bethlehem – 3:03 (Phillips Brooks, Lewis Redner)

## Classifiche
| Classifica (1999) | Posizione massima |
| ----------------- | ----------------- |
| Stati Uniti       | 7                 |